# Варягина, Любовь Павловна
Любо́вь Па́вловна Варя́гина — русская кино- и театральная актриса, исполнительница ролей в немом кино 1909—1911 годов.

## Биография
В 1906—1907 гг. Л. П. Варягина входила в состав труппы московского Театра Ф. А. Корша.
В период 1909—1911 годов актриса снималась в главных ролях в немых фильмах производства Ателье Ханжонкова.

## Фильмография
- 1909 — «Ванька-ключник»  — Княгиня
- 1909 — «Чародейка» — Настасья
- 1910 — «В студенческие годы»
- 1910 — «Вторая молодость»
- 1910 — «Идиот» — Настасья Филипповна
- 1910 — «Маскарад» — Нина
- 1911 — «Евгений Онегин» — Татьяна
- 1911 — «Василиса Мелентьевна и царь Иван Васильевич Грозный» — Василиса Мелентьевна
- 1911 — «Крейцерова соната» — Лиза
- 1911 — «На бойком месте» — Евгения
- 1911 — «Светит, да не греет» — Ренева, помещица